# Excalion
Excalion je finská power metalová hudební skupina, která vznikla v prosinci 2000

## Historie
Na podzim 2001 vydala skupina své první demo s názvem Formlom. O dva roky později vydala druhé demo s názvem Obsession to Prosper. Debutové album s názvem Primal Exhale přišlo roku 2005. Další alba přišla v roce 2007, 2010. Kapela se pak na několik let odmlčela, což vyústilo v obměnu členů. V nové sestavě pak debutovala v 2017 a o dva roky později přidala další, již páté album.

## Diskografie
- Primal Exhale (2005)
- Waterlines (2007)
- High Time (2010)
- Dream Alive (2017)
- Emotions (2019)